# Guaritore

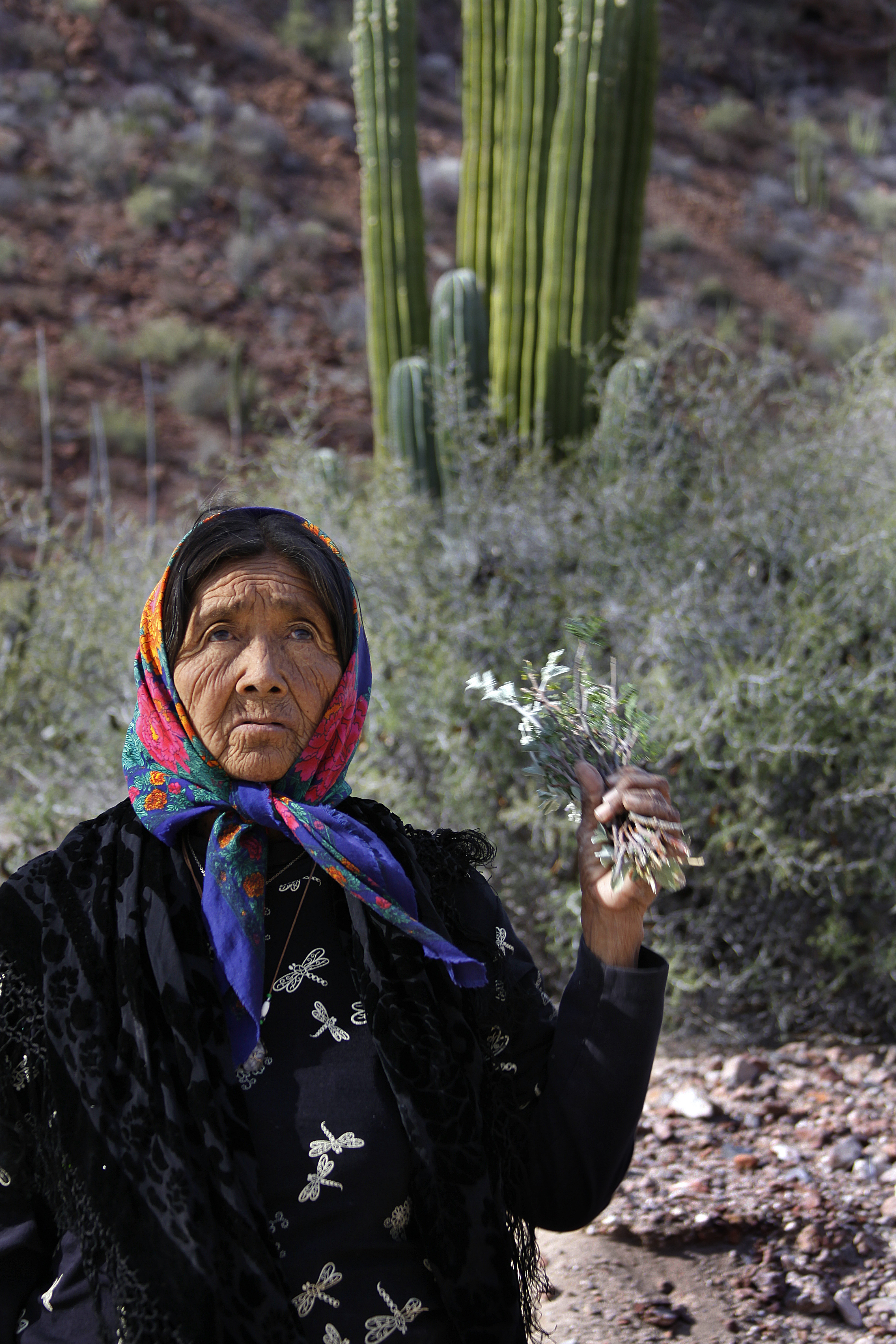
Guaritrice sciamana a Sonora (Messico)

Un guaritore, o una guaritrice, è una persona che asserisce di poter guarire dalle malattie servendosi di asseriti poteri personali e di rimedi terapeutici genericamente non riconosciuti dalla scienza medica che si rifanno a pratiche tradizionali, all'uso di erbe, musica, danza, imposizione delle mani, somministrazione di rimedi e al potere della suggestione. Un guaritore popolare può essere una persona altamente qualificata che persegue le proprie specialità, imparando dallo studio, dall'osservazione e dall'imitazione. In alcune culture un guaritore potrebbe essere considerato una persona che ha ereditato il "dono" di guarire dal proprio genitore.
Alcuni praticanti di medicine alternative cercano di restringere il termine a sé stessi, sostenendo l'efficacia della loro opera con il naturale recupero fisico che chiamano vitalismo; affermano che qualunque altro tipo di approccio lavora contro le capacità auto-curative del corpo.

## Storia
La figura dei guaritori aveva un rilievo soprattutto in stadi remoti dello sviluppo umano, nelle quali il medico era anche sacerdote o sciamano, epoche in cui si riteneva che l'origine delle malattie fisiche fosse dovuta a squilibri e patologie dell'anima, i cui effetti si ripercuotevano sul corpo, secondo una visione olistica. Il significato di guarigione era così strettamente connesso all'ambito spirituale e atteneva perciò a riti e credenze proprie della religione.
Tra i guaritori famosi, vi fu, nel XVIII secolo, il sacerdote Giovanni Antonio Rubbi, nel XIX secolo Nicola Gambetti, nel XX secolo Bruno Gröning.
La figura del guaritore sopravvive ancora, anche in società sviluppate, nelle quali è legata soprattutto al mondo rurale delle campagne. Negli ambienti dell'Italia contadina permangono tradizioni magico-religiose, in cui il guaritore svolge anche un ruolo sociale e si serve di riti suggestivi dalla forte valenza psicosomatica.